# ستيفن ماكوين
ستيفن ماكوين (بالإنجليزية: Stephen McKeown)‏ هو لاعب كرة قدم بريطاني في مركز الوسط، ولد في 17 يوليو 1981 في روثرجلين ‏ في المملكة المتحدة. لعب مع أردريونيانز ونادي آير يونايتد ونادي أردريونيانز ونادي بارتيك ثيسل.

## وصلات خارجية
- ستيفن ماكوين على موقع قاعدة بيانات كرة القدم.إي يو (الإنجليزية)
- ستيفن ماكوين على موقع Soccerbase.com (لاعب) (الإنجليزية)